# Christopher O'Donnell
Ne doit pas être confondu avec Chris O'Donnell, acteur et producteur américain
Pour les articles homonymes, voir O'Donnell.
Christopher O'Donnell, né le 17 mai 1998 à Sligo, est un athlète irlandais, spécialiste du 400 mètres et relayeur.

## Biographie
Christopher O'Donnell apparait sur la scène internationale en 2017 en prenant la sixième place du 400 mètres en 46,54 s aux Championnats d'Europe juniors 2017 à Grosseto. L'année suivante, il est éliminé au premier tour des Championnats d'Europe à Berlin avec 46,81 s et rate la finale avec le relais irlandais 4 x 400 mètres en 3 min 06,55 s. En 2019, il a échoué aux Championnats d'Europe U23 à Gävle avec 48,04 s au tour préliminaire sur 400 mètres et le relais masculin n'a pas réussi à passer le tour préliminaire avec un temps de 3 min 09,02 s.
Aux relais mondiaux 2021 à Chorzów, en Pologne, il prend la septième place du relais mixte en 3 min 20,26 s avec toutefois un nouveau record national lors de la qualification en 3 min 16,84 s. Il participe à la finale du relais mixte aux Jeux olympiques d'été de Tokyo en août 2021 avec Greene, Healy et Becker et l'équipe finit à la huitième place sur un temps de 3 min 15,04 s.
L'année suivante, il participe au relais masculin aux Championnats du monde en salle à Belgrade sans atteindre la finale. En juin, il remporte le PTS Meeting en 46,44 s mais fait face à un échec en demi-finale aux Championnats du monde à Eugene en juillet avec un temps individuel en 46,01 s ; engagé sur le relais mixte, il prend la huitième place au relais mixte avec un temps de 3 min 16,86 s en finale. Pour les championnats d'Europe de Munich, il est éliminé des demi-finales sur 400 mètres avec un temps de 45,73 s.
En 2023, il est éliminé dès le premier tour des Championnats du monde à Budapest avec 46,76 s sur le tour de piste et il finit sixième du relais mixte.
En 2024, c'est un premier sacre mondial pour O'Donnell avec une médaille d'or aux championnats d'Europe de Rome en relais mixte où il devance, avec ses coéquipiers Adeleke, Barr et Mawdsley, les Italiens et les Néerlandais lors de la première journée.

## Palmarès
| Date | Compétition           | Lieu | Résultat | Épreuve         | Temps        |
| ---- | --------------------- | ---- | -------- | --------------- | ------------ |
| 2020 | Championnats d'Europe | Rome | 1er      | 4 × 400 m mixte | 3 min 9 s 92 |

## Records
| Épreuve | Performance        | Lieu      | Date           |
| ------- | ------------------ | --------- | -------------- |
| 200 m   | 21 s 09 (−1,2 m/s) | Kettering | 5 février 2020 |
| 400 m   | 45 s 26            | Madrid    | 18 juin 2022   |